# Bhagat
Bhagat  désigne dans le sikhisme les écrivains, les bardes dont les œuvres ont été incorporées au Livre Saint intitulé Guru Granth Sahib. Ces poètes sont appelés aussi Bhaktas.
Selon les points de vue, ils sont au nombre de quinze, ou dix-sept. Deux des bhagats, Sunder et Mardana, sont comptés par certains historiens comme des gursikhs, des dévots aux gourous.

## Origine du mot
Dans sa forme panjabi, bhagat est un mot qui vient du terme sanskrit Bhagavata qui signifie « dévot du Seigneur » (Bhagavan). Beaucoup de ces dévots sont des adeptes de la tradition bhakti, celle des croyants qui suivent la voie de réalisation en étant guidés par la prière. Guru Arjan a collecté leurs écrits. Une partie d'entre eux ont vécu avant Guru Nanak, mais ils se sont éloignés de l'hindouisme pour se rapprocher d'une doctrine monothéiste. Ils étaient l'aube avant le lever du soleil.

## Liste des Bhagats

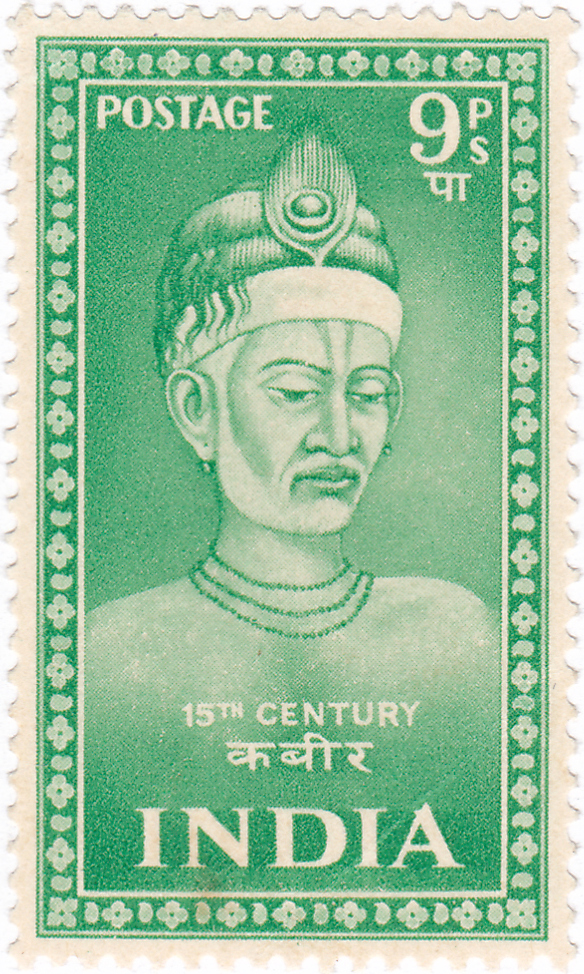
Un timbre hindou de 1952 représentant un des bhagats les plus fameux: Kabir.

- Jaidev
- Cheikh Farid
- Namdev
- Trilochan
- Parmanand
- Sadhna
- Bhagat Beni
- Ramanand
- Dhanna
- Bhagat Pipa
- Bhagat Sain
- Kabir
- Ravidas dénommé aussi Rai Das
- Bhikhan
- Surdas
- Bhagat Sunder
- Mardana